# George Boateng
George Boateng (Nkawkaw, 5 de setembro de 1975) é um treinador de futebol e ex-futebolista neerlandês que atuava como volante. Atualmente, é técnico do time Sub-23 do Aston Villa.

## Carreira
Profissionalizou-se em 1994, no Excelsior, onde atuou em 9 jogos. Em 1995, continuou em Roterdã, desta vez para atuar no principal time da cidade, o Feyenoord. Em 3 temporadas pelo Stadionclub, Boateng disputou 70 jogos (68 pela Eredivisie), com um gol marcado.
Sua melhor fase foi no futebol da Inglaterra, onde chegou em 1998 para jogar no Coventry City, disputando 57 jogos (46 pela Premier League, 8 pela Copa da Inglaterra e 3 pela Copa da Liga Inglesa) e fazendo 7 gols. As passagens mais destacadas de Boateng foram com as camisas de Aston Villa e Middlesbrough, pelo qual venceu a Copa da Liga de 2004–05, sendo nomeado capitão do Boro em 2006, depois que Gareth Southgate foi anunciado como novo técnico do time. Perdeu a braçadeira em 2008 por decisão do próprio Southgate, que a cedeu para o austríaco Emanuel Pogatetz. Após 223 jogos (182 na Premier League) e 9 gols no total, Boateng deixou o Middlesbrough para defender o recém-promovido Hull City, disputando 52 jogos na primeira divisão inglesa, fazendo apenas um gol, contra o Manchester City, em fevereiro de 2010. Com o rebaixamento dos Tigres à EFL Championship de 2010–11, o volante saiu da equipe.
Boateng chegou a negociar com o Celtic, porém assinou com o Skoda Xanthi, num contrato de 2 anos. Foram 19 jogos e 2 gols com a camisa dos Akrítes, voltando à Inglaterra em 2011 para atuar no Nottingham Forest, entrando em campo apenas 7 vezes (5 na Segunda Divisão e outros 2 jogos pelas Copas nacionais), balançando as redes uma vez, contra o Leicester.
Encerrou sua carreira em 2013, no T-Team (Malásia), aos 38 anos.

## Carreira internacional
Nascido em Gana, Boateng atuou em 18 jogos pela Seleção Neerlandesa Sub-21 entre 1995 e 1998. Sua estreia no time principal da Oranje foi em novembro de 2001, num amistoso contra a Dinamarca.
Com a seleção fora da Copa de 2002 e preterido para a Eurocopa de 2004, chegou a ser lembrado em uma lista provisória de convocados para a Copa de 2006, mas o técnico Marco van Basten não o levou para a Alemanha, fechando a carreira internacional com apenas 4 partidas disputadas pela Seleção Neerlandesa.

## Carreira como treinador
Em 2014, Boateng foi anunciado como novo técnico do Kelantan (Malásia), no lugar de Steve Darby, demitido após uma derrota por 4 a 0 frente ao Sime Darby FC. Nomeado diretor-técnico em março de 2015, foi substituído por Mohd Azraai Khor Abdullah, ficando apenas 2 meses no cargo.
Ficou 3 anos sem treinar outra equipe, regressando em setembro de 2018 para assumir o time Sub-13 do Blackburn Rovers, permanecendo até julho de 2019, quando voltaria ao  Aston Villa para comandar a equipe Sub-18.

## Títulos
Aston Villa
- Taça Intertoto da UEFA: 2001

Middlesbrough
- Copa da Liga Inglesa: 2003–04